# Tokyo E-sports Festival
『Tokyo E-sports Festival』（トウキョウ・イースポーツ・フェスティバル、東京イースポーツフェスティバル）は、2017年に開催された日本のeスポーツイベントである。略称はTEF（テフ）。2つのeスポーツステージと1つの屋外音楽ライブステージで構成される。ライブステージは複数の女性アイドルが登場した。テレビ局が主催する初のeスポーツイベントとなった。正式名称は「いいすぽ!presents Tokyo E-sports Festival」。

## 概要
2017年に開催。フジテレビ22Fフォーラムとオフィスタワー1Fにeスポーツ専用の特設会場を設置し、2日間にわたって複数のタイトルのeスポーツ大会が開催された。また1Fの屋外ステージでは「TEF meets IDOLステージ」と銘打ち、複数のアイドルが登場しライブを繰り広げた。大きな特色として熱戦の模様をフジテレビアナウンサーが実況している。

### 経緯
このイベントの総合プロデューサーは、CSチャンネルフジテレビONEのeスポーツ専門番組『いいすぽ!』の企画・チーフプロデューサーであり、国内最大のアイドルフェスTOKYO IDOL FESTIVALの創始者でもあるフジテレビの門澤清太である。門澤はバカリズムとともに日経トレンディネットのインタビューに「プロと呼ばれる人たちの登場で、ゲームがスポーツとして成立する新しい文化が生まれていることを、番組や今度のイベントを通じて多くの方に知っていただけるとうれしいですね」と答えている。門澤はアイドリング!!!の元プロデューサーでもあったので、アイドリング!!!（グループ）元メンバー6人を集めての企画も実施された。

### 日程
- 11月18日（土）
- 11月19日（日）

### 出演者
- バカリズム
- 有野晋哉
- 戸張捷（解説）
- 川井一仁（解説）
- 野田樹潤（解説） - 元F1ドライバー野田英樹の娘でF4ドライバー。野田英樹もグランツーリスモのレースで参加している
- 岩本勉（解説）
- 松嶋初音
- 矢口真里
- 横山ルリカ
- 森田涼花
- 朝日奈央
- 橘ゆりか
- 橋本楓
- 倉田瑠夏
- バニラビーンズ
- 平嶋夏海
- RaMu

### 実況
全員フジテレビアナウンサー
- 鈴木芳彦 - アナウンス室副部長
- 谷岡慎一
- 大村晟

### イベントコンテンツ
1日目
- 最強みんGOLファー決定戦　東京大会
- グランツーリスモSPORTエキシビジョンマッチ
- バカリズムVS有野課長世紀の一戦!
- パワプロチャンピオンシップス2017東京大会初日

2日目
- 【来場者参加型企画】いいすぽ!歴代チャンピオンとe-Sports対決!!
- 【来場者参加型企画】e-Sportsでアイドルと生対決!
- パワプロチャンピオンシップス2017東京大会初日

### ライブ出演
1日目
- JK21R
- アップアップガールズ（仮）
- アップアップガールズ（2）
- Booing!!!
- 森田涼花&にゃんぞぬデシ
- 元アイドリング!!!メンバー（横山ルリカ・森田涼花・朝日奈央・橘ゆりか・倉田瑠夏）

2日目
- JK21R
- LUNA from GEM
- アイドルネッサンス
- Booing!!!
- 森田涼花&にゃんぞぬデシ
- Cheeky Parade
- 9nine
- 東京女子流
- バニラビーンズ
- 元アイドリング!!!メンバー（森田涼花・朝日奈央・橘ゆりか・橋本楓・倉田瑠夏）